# ماتیا د روسی

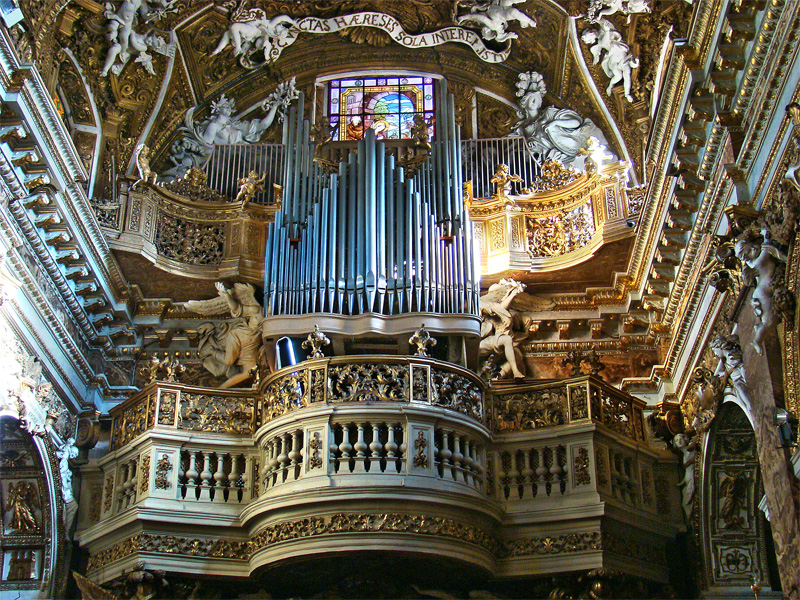
کانتوریا (بالکن گروه کر) کلیسای سانتا ماریا دلا ویتوریا در رم، تزئین‌شده توسط ماتیا دِ روسی

ماتیا دِ روسی (ایتالیایی: Mattia de Rossi؛ ‏ ۱۴ ژانویهٔ ۱۶۳۷ – ۲ اوت ۱۶۹۵) مهندس و معمار سبک باروک بود. وی از شاگردان جان لورنتسو برنینی بود و مدتی به عنوان سرپرست کارگاه معماری کلیسای سن پیترو منصوب شد. ساخت آرامگاه لئون دهم و طراحی اولیهٔ یادمان کلمنت دهم در کلیسای سن پیترو به عهده او بود که مورد آخر بعدها توسط لاتسارو مورلی، ارکوله فراتا و جوزپه ماتسوئولی تکمیل شد. دکوراسیون نمازخانه سان پائولو در سانتا ماریا در کامپیتلی هم از کارهای اوست.